# Dani Futuro
Dani Futuro è un personaggio dei fumetti, un ragazzo del XX secolo che si ritrova a vivere nel futuro, creato da Víctor Mora e disegnato da Carlos Giménez.
Rimasto imprigionato fra i ghiacci dell'Artico in seguito a un incidente aereo, Dani, figlio di uno scienziato, si risveglia 135 anni più tardi, nel 2104. Sulla Terra del futuro gli si affiancano il robot Jorge (Jules nella versione francese) e la bella Iris, nipote dello scienziato Dosian che ha fatto tornare in vita il ragazzo.
Pubblicata inizialmente in Spagna alla fine del 1969 da Gaceta Junior (l'esordio avviene sull'Almanacco 1970) e continuata dal 1971 sulle pagine di Tintin (Belgio) e Nouveau Tintin (Francia), la serie si conclude nel 1976, dopo sette episodi, che l'editore Lombard ripubblicherà in forma di album tra il 1973 e il 1983:
1. La Planète Nevermor
2. Le Cimetière de l'Espace
3. La Planète des Malédictions
4. Les Maîtres de Psychédélia
5. Une Planète en Héritage
6. La Fin d'un Monde
7. Le Magicien de l'Espace

In Italia è stata pubblicata con il titolo Dany Futuro dal Corriere dei piccoli nel 1971: 1º episodio (nn. 27-39) e 2º episodio (nn. 40-43).